# Megalobrama mantschuricus
Megalobrama mantschuricus (Basilewsky, 1986) è un pesce osseo della famiglia Cyprinidae.